# Dune (L'Arc-en-Ciel)
Dune è l'album di debutto del gruppo giapponese dei L'Arc~en~Ciel. È stato pubblicato in edizione limitata il 10 aprile 1993, mentre l'edizione regolare il 27 aprile dello stesso anno. Dall'album è stato estratto il singolo Floods of Tears. Il 21 aprile 2004 è stata pubblicata una versione speciale del disco per celebrarne il decimo anniversario. La nuova versione dell'album è stata rimasterizzata e contiene tre nuove tracce.

## Tracce
1. Shutting from the Sky - 5:34
2. Voice - 4:53
3. Taste of Love - 5:00
4. Entichers - 4:19
5. Floods of Tears - 6:12
6. Dune - 5:06
7. Be Destined - 4:25
8. Tsuioku no Joukei (追憶の情景) 	L'Arc-en-Ciel 	6:18
9. As if in a Dream - 5:32
10. Ushinawareta Nagame (失われた眺め) - 3:38
11. Floods of Tears (Single Version) (Anniversary edition only) - 5:45
12. Yasouka (夜想花, Anniversary edition only) - 5:32
13. Yokan (予感, Anniversary edition only) - 5:37